# تروفیم ملنیچنکو
تروفیم ملنیچنکو (انگلیسی: Trofim Melnichenko؛ زادهٔ ۱۸ سپتامبر ۲۰۰۶) بازیکن فوتبال اهل بلاروس است که در حال حاضر برای پورتو بی در پست مهاجم بازی می‌کند.
از باشگاه‌هایی که در آن بازی کرده است می‌توان به پورتو بی، دینامو-۲ مینسک، دینامو مینسک و پورتو اشاره کرد.
وی همچنین در تیم‌های ملی فوتبال زیر ۱۶ سال، زیر ۱۷ سال، زیر ۱۸ سال، زیر ۱۹ سال، زیر ۲۱ سال بلاروس و بلاروس بازی کرده است.